# Junior Bridgeman
Pour les articles homonymes, voir Bridgeman.
Ulysses Lee « Junior » Bridgeman, né le 17 septembre 1953, à East Chicago, Indiana et mort le 11 mars 2025 à Louisville,, est un joueur américain de basket-ball.

## Biographie

### Carrière sportive
Bridgeman est membre  de l'équipe du lycée « East Chicago Washington », qui demeure invaincu (29-0) et remporte le titre de champion de l'État d'Indiana. Parmi ses coéquipiers se trouvent Pete Trgovich (qui joua à UCLA) et Tim Stoddard (N.C. State), qui devient pitcher en Major League Baseball.
Arrière-ailier d'1,98 m issu de l'université de Louisville, Bridgeman est sélectionné par les Lakers de Los Angeles en 1975 et transféré dans la foulée avec Brian Winters aux Bucks de Milwaukee contre Kareem Abdul-Jabbar. Bridgeman connaît une carrière de douze années en NBA, essentiellement avec les Bucks, inscrivant 11 517 points. Bien qu'il soit sixième homme la plupart de sa carrière, il inscrit au moins 10 points de moyenne lors de neuf saisons consécutives. Il dispute 711 rencontres pour les Bucks, soit le record pour la franchise des Bucks, bien qu'il ne soit titulaire qu'à 105 reprises. Son maillot numéro 2 est retiré par la franchise des Bucks en 1988.
Bridgeman est membre de Alpha Phi Alpha, la première fraternité établie pour des Afro-Américains.

### Reconversion économique
Durant sa carrière à la NBA, il participe à des formations pendant la hors-saison pour apprendre le business model de franchise de Wendy's,. Il investit dans la franchise avec rapidement plus de 100 restaurants avant de les vendre en 2016. Sa société Manna détenait 450 restaurants aux États-Unis dont des franchises de Wendy's et Chili's (en).
Le 21 avril 2016, Ulysses Bridgeman achète une usine d'embouteillage de Coca-Cola à Lenexa au Kansas et fonde la Heartland Coca-Cola Bottling Company. En 2017, il fonde Bridgeman Foods et devient un embouteilleur pour The Coca-Cola Company. Le 1er octobre 2018, Bridgeman s'associe avec le Canadien Larry Tanenbaum pour créer la Coca-Cola Canada Bottling et reprendre les activités canadien de Coca-Cola Refreshments Canada, soit 50 usines et centres de distributions et 5800 employés.